# Wanting Qu
Wanting Qu (chinesisch 曲婉婷, Pinyin Qū Wǎntíng; * 10. Oktober 1983 in Harbin) ist eine chinesische Singer-Songwriterin und Schauspielerin, die in Kanada lebt.

## Leben und Karriere
Wanting Qu wurde am 10. Oktober 1983 in Harbin als erstes und einziges Kind von Qu Heng und Qu Zhang Mingjie geboren. Im Alter von 16 Jahren zog sie nach Toronto, um am Seneca College zu studieren und mit dem Musizieren anzufangen. Momentan lebt sie in Vancouver.
2009 unterzeichnete sie einen Plattenvertrag bei Nettwerk Records, woraufhin Terry McBride ihr Manager wurde. Drei Jahre später veröffentlichte sie ihr erstes Album mit dem Namen Everything In The World, welches von Winston Hauschild produziert und von Nettwerk zusammen mit Universal Music China herausgegeben wurde. Die Sängerin erhielt für das Album sechsmal die Platin-Schallplatte in China. Die Lieder You Exist in My Song und Drenched wurden als Hintergrundmusik im chinesischen Film Love in the Buff verwendet. 2013 fand das Lied Star in You in der US-amerikanischen Fernsehserie Degrassi: The Next Generation ebenfalls als Hintergrundmusik Verwendung. Die Single When It’s Lonely kommt in der chinesischen Version des US-amerikanischen Filmes Die Tribute von Panem – Catching Fire vor.

## Diskografie

### Alben
- 2012: Everything In The World
- 2013: Say The Words

### Singles
- 2012: Anxiety
- 2012: Drenched
- 2012: Everything In The World
- 2012: Jar Of Love
- 2012: Life Is Like A Song
- 2012: You Exist In My Song
- 2013: Love Ocean
- 2013: Time My Friend (mit Far East Movement)[10]
- 2013: Us Under The Sunshine
- 2015: Love Birds
- 2018: Wild Heart

## Auszeichnungen
| Jahr | Auszeichnung                | Nominierung                       | Für                       | Resultat |
| ---- | --------------------------- | --------------------------------- | ------------------------- | -------- |
| 2012 | Global Chinese Music Awards | Bester Newcomer                   | Wanting Qu                | Gewonnen |
| 2012 | Global Chinese Music Awards | Outstanding Regional Artist Award | Wanting Qu                | Gewonnen |
| 2012 | Global Chinese Music Awards | Bestes Lied                       | „You Exist In My Song“    | Gewonnen |
| 2012 | Chinese Music Awards        | Bester neuer Künstler             | Wanting Qu                | Gewonnen |
| 2012 | Chinese Music Awards        | Bester chinesischer Künstler      | Wanting Qu                | Gewonnen |
| 2012 | Chinese Music Awards        | Bester Komponist                  | Wanting Qu                | Gewonnen |
| 2012 | Chinese Music Awards        | Bestes Lied                       | „You Exist In My Song“    | Gewonnen |
| 2012 | Music Times Awards          | Bestes Album des Jahres           | „Everything In The World“ | Gewonnen |

## Auszeichnungen für Musikverkäufe
| Goldene Schallplatte - Singapur - 2020: für das Album Everything In The World |

| Land/RegionAuszeichnungen für Musikverkäufe (Land/Region, Auszeichnungen, Verkäufe, Quellen) | Gold  | Platin | Verkäufe | Quellen     |
| -------------------------------------------------------------------------------------------- | ----- | ------ | -------- | ----------- |
| Singapur (RIAS)                                                                              | Gold1 | —      | 5.000    | rias.org.sg |
| Insgesamt                                                                                    | Gold1 | —      |          |             |

## Filmografie
- 2012: Chun Kiu yi Chi Ming[14]
- 2014: Old Boys: The Way of the Dragon als Barkeeperin[15]